# Fudbalski klub Budućnost Valjevo
Il Fudbalski klub Budućnost Valjevo (in cirillico Фудбалски клуб Будућнocт Baљeвo), conosciuto semplicemente come Budućnost (V), era una squadra di calcio di Valjevo in Serbia.

## Storia
Il club viene fondato nel 1919 come RFK Budućnost (Radnički fudbalski klub Budućnost, club dei lavoratori futuro). Presto diventa campione della Valjevska liga (lega di Valjevo), e nel periodo fra le due guerre partecipa alla Beogradski loptački podsavez (sottofederazione calcistica di Belgrado).
Pochi anni dopo la fine della guerra, il Budućnost si fonde con un altro club cittadino, il FK Napred, e negli anni '50 raggiunge la 2. Savezna liga, la seconda divisione jugoslava. Nel 1955–56 si piazza secondo nella III Zona, ad un passo dagli spareggi-promozione, nel 1956–57 finisce al 10º posto e retrocede.
Nel 1969, col nome FK Metalac vince la Srpska liga e ritorna in seconda divisione (negli anni della formula a 4 gironi). Viene inserito nel girone Nord: 9º nel 1969–70, 11º nel 1970–71, 6º nel 1971–72 (nel frattempo è ritornato Budućnost), ultimo e retrocesso nel 1972–73.
A fine anni '80 riesce a qualificarsi per la neoformata 3. Savezna liga, ma anche dopo la dissoluzione della Jugoslavia non riesce subito ad approfittarne per salire di categoria. L'occasione arriva nel 1994 con la vittoria del proprio girone di terza divisione e la promozione in Druga liga. Dopo un anno di transizione, vince trionfalmente nel 1995–96 e conquista il pass per la Prva liga. In quegli anni la massima divisione è divisa in due sezioni, la "A" con le squadre più forti come Stella Rossa ed il Partizan, e la "B" con quelle meno competitive. Nell'estate 1996 il Budućnost Valjevo (1º in 2. liga) affronta gli omonimi del Budućnost Podgorica (14º in 1. liga) in uno spareggio: Valjevo vince l'andata 1–0 ma perde 0–3 a Podgorica, quindi deve accontentarsi della Prva liga "B", mentre i montenegrini vanno in quella "A".
In Prva liga "B" resiste due stagioni, 1996–97 e 1997–98, piazzandosi in entrambi i casi al settimo posto, ma, a causa della riduzione degli organici, nel 1998 è costretto a scendere in Druga liga.
Seguono varie stagioni nelle serie minori, fino alla discesa in Zona Drina ove nel 2014 si fonde (per problemi finanziari) con i concittadini del FK Krušik a formare il FK Budućnost Krušik 2014.

## Cronistoria
| Stagione | Campionato          | Campionato | Campionato | Campionato           | Coppa   |
| Stagione | Categoria           | Liv.       | Posizione  | Verdetti             | Coppa   |
| -------- | ------------------- | ---------- | ---------- | -------------------- | ------- |
| 1988–89  | 3. liga Nord        | III        | 14º su 18  |                      |         |
| 1989–90  | 3. liga Nord        | III        | 17º su 18  | Retrocede            |         |
| 1990–91  | Srpska liga         | IV         |            | Promosso             |         |
| 1991–92  | 3. liga Nord        | III        | 6º su 18   |                      |         |
| 1992–93  | Srpska liga Nord    | III        |            |                      |         |
| 1993–94  | Srpska liga Nord    | III        | 1º su 16   | Promosso             |         |
| 1994–95  | 2. liga             | II         | 15º su 20  |                      |         |
| 1995–96  | 2. liga             | II         | 1º su 20   | Passa in 1. liga "B" | 16esimi |
| 1996–97  | 1. liga "B"         | II         | 7º su 12   |                      |         |
| 1997–98  | 1. liga "B"         | II         | 7º su 12   | Retrocede            | 16esimi |
| 1998–99  | 2. liga Ovest       | II         | 12º su 18  |                      | 16esimi |
| 1999–00  | 2. liga Est         | II         | 3º su 18   |                      |         |
| 2000–01  | 2. liga Ovest       | II         | 17º su 18  | Retrocede            |         |
| 2001–02  | Srpska liga Danubio | III        | 1º su 18   | Promosso             |         |
| 2002–03  | 2. liga Ovest       | II         | 11º su 12  | Retrocede            |         |
| 2003–04  | Srpska liga Ovest   | III        | 11º su 18  | Retrocede            |         |
| 2004–05  |                     | IV         |            | Promosso             |         |
| 2005–06  | Srpska liga Ovest   | III        | 9º su 18   |                      |         |
| 2006–07  | Srpska liga Ovest   | III        | 6º su 18   |                      |         |
| 2007–08  | Srpska liga Ovest   | III        | 10º su 16  |                      |         |
| 2008–09  | Srpska liga Ovest   | III        | 13º su 16  |                      |         |
| 2009–10  | Srpska liga Ovest   | III        | 14º su 16  |                      |         |
| 2010–11  | Srpska liga Ovest   | III        | 16º su 16  | Retrocede            |         |
| 2011–12  | Zona Drina          | IV         | 2º su 16   |                      |         |
| 2012–13  | Zona Drina          | IV         | 3º su 16   |                      |         |
| 2013–14  | Zona Drina          | IV         | 4º su 16   | Cessa l'attività     |         |

## Stadio

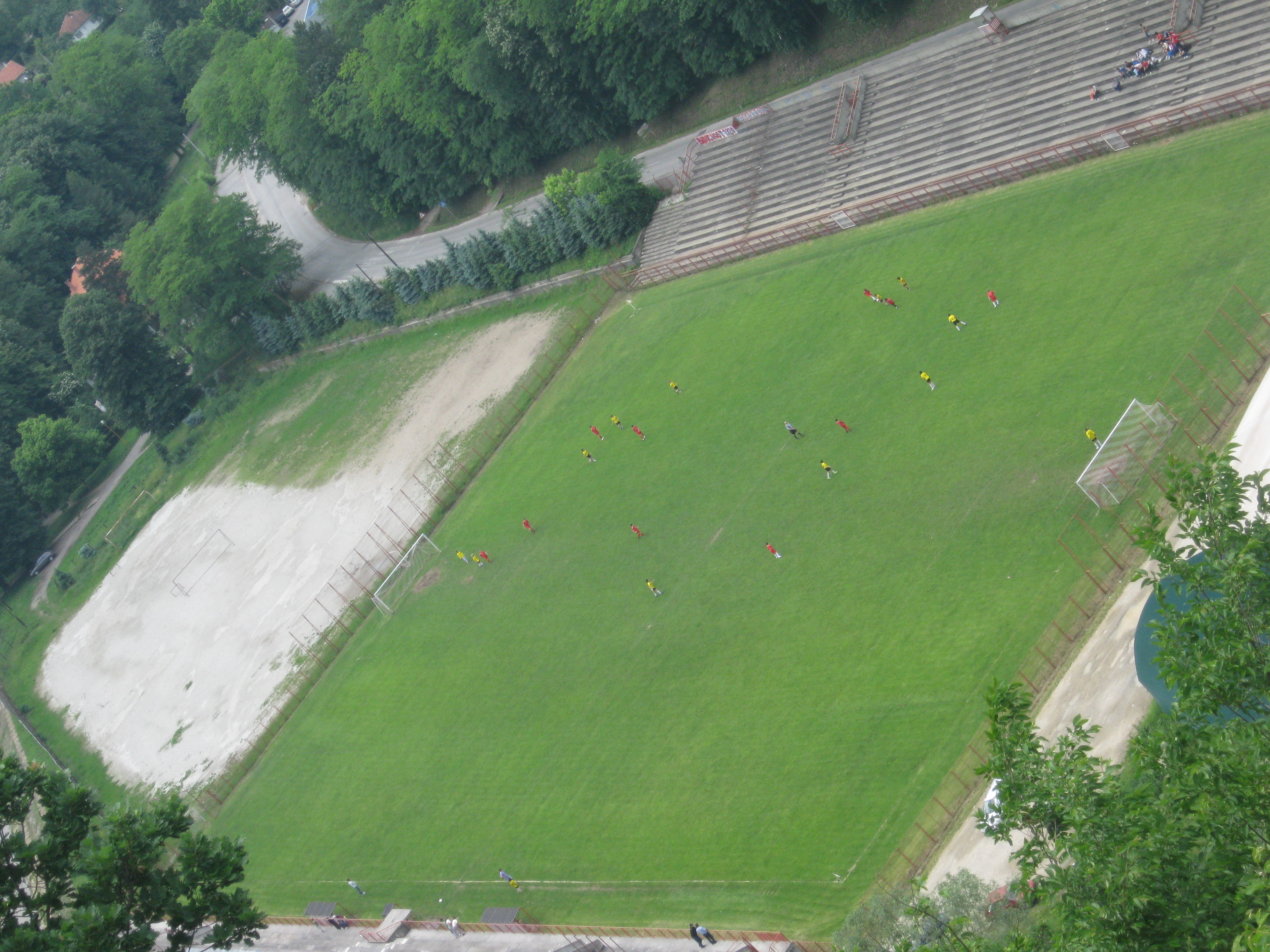
Stadion Park Pećina

Lo Stadion Park Pećina è il campo di gioco del Budućnost. Prende il nome dal parco ove si trova, è stato costruito nel 1962 ed ha una capienza di 4100 posti.

## Calciatori
- Nikola Lazetić
- Milivoje Ćirković
- Igor Bogdanović
- Milan Jovanović
- Novak Marjanović
- Nemanja Nikolić

## Palmarès

### Competizioni nazionali
- Druga liga SR Jugoslavije: 1

1995-1996
- Srpska Liga: 1

2001-2002 (girone Belgrado)